# Natural History: The Very Best of Talk Talk
Albums de Talk Talk
Spirit of Eden
(1988) History Revisited: The Remixes
(1991)
Natural History: The Very Best of Talk Talk est une compilation du groupe britannique Talk Talk sortie en 1990.
Cette compilation rassemble des chansons tirées des quatre premiers albums du groupe. Elle est réalisée par la maison de disques EMI sans la participation de ses membres. À sa sortie, elle rencontre un grand succès et se classe no 3 des ventes au Royaume-Uni, ce qui incite EMI à sortir un album de remixes, History Revisited, l'année suivante.
Natural History a été réédité au format CD en 2007 avec un DVD bonus reprenant les clips réalisés pour les singles de Talk Talk.

## Titres
| No  | Titre                   | Auteur                                            | Première parution           | Durée |
| --- | ----------------------- | ------------------------------------------------- | --------------------------- | ----- |
| 1.  | Today                   | Simon Brenner, Lee Harris, Mark Hollis, Paul Webb | The Party's Over (1982)     | 3:30  |
| 2.  | Talk Talk               | Ed Hollis, Mark Hollis                            | The Party's Over (1982)     | 3:18  |
| 3.  | My Foolish Friend       | Simon Brenner, Mark Hollis                        | single (1983)               | 3:21  |
| 4.  | Such a Shame            | Mark Hollis                                       | It's My Life (1984)         | 5:43  |
| 5.  | Dum Dum Girl            | Tim Friese-Greene, Mark Hollis                    | It's My Life (1984)         | 3:49  |
| 6.  | It's My Life            | Tim Friese-Greene, Mark Hollis                    | It's My Life (1984)         | 3:55  |
| 7.  | Give It Up              | Tim Friese-Greene, Mark Hollis                    | The Colour of Spring (1986) | 5:19  |
| 8.  | Living in Another World | Tim Friese-Greene, Mark Hollis                    | The Colour of Spring (1986) | 6:57  |
| 9.  | Life's What You Make It | Tim Friese-Greene, Mark Hollis                    | The Colour of Spring (1986) | 4:29  |
| 10. | Happiness Is Easy       | Tim Friese-Greene, Mark Hollis                    | The Colour of Spring (1986) | 6:33  |
| 11. | I Believe in You        | Tim Friese-Greene, Mark Hollis                    | Spirit of Eden (1988)       | 6:04  |
| 12. | Desire                  | Tim Friese-Greene, Mark Hollis                    | Spirit of Eden (1988)       | 7:00  |

## Classements
| Classement                    | Meilleure position |
| ----------------------------- | ------------------ |
| Royaume-Uni (UK Albums Chart) | 3                  |